# Каплиця Св. Юди Тадея
Капли́ця Святого Юди Тадея — розташована на вулиці Д. Вітовського в місті Калуш. Збудована святиня поряд з місцем розташування збудованої шахтарями на початку ХХ ст. каплиці Св. Варвари (покровительки гірників), яка була знесена в 1953 році радянською владою.

## Передумови будівництва
У 2005 році фундатор каплиці переніс клінічну смерть. Дружина Михайла — Руслана ревно молилася до святого Тадея, благаючи допомоги. Автор пригадує, що блаженнійший голос сказав йому: «Тобі даровано життя… Закінчи непочате». Незабаром (21 жовтня 2005 році), уві сні, Михайло Наконечний побачив вже зведену капличку поряд із своїм будинком. Слідуючи настанові вищої сили, Михайло вирішив розпочати зведення святині на зразок тієї, яку бачив уві сні.
Михайло Наконечний вирішив звернутися за допомогою в будівництві до міської влади. 15 жовтня будівничий написав заяву до міської ради, незважаючи на спротив чиновника із земельної комісії.

## Будівництво
Перед початком будівельних робіт, у 2005 році, Михайло придбав будинок на вул. Вітовського.
Невдовзі будівничий розібрав старий панський будинок поряд. Будівельні матеріали, взяті зі знесеної будівлі, Михайло використовував для зведення каплички.
Господар обійстя сам мурував і каплицю, і вимостив цеглою двір. Цегла підписана латинськими буквами.
Нова каплиця живиться за рахунок електропостачання, яке береться із власної хати Михайла Наконечного. Господар і оплачує витрати.
Ігор Бойкович намалював на добровільній основі для каплиці ікону святого Юди Тадея.

## Освячення
Відновлена каплиця розташована на території парафії святого Михаїла УГКЦ, отож освячення церкви проводив декан парафії митрофорний протоієрей отець Михаїл Бігун. Священників було двоє. Освятив відновлену церковцю також о. Олександр Марків. Саме він правитиме щонедільну службу Божу у каплиці.

## Фотогалерея

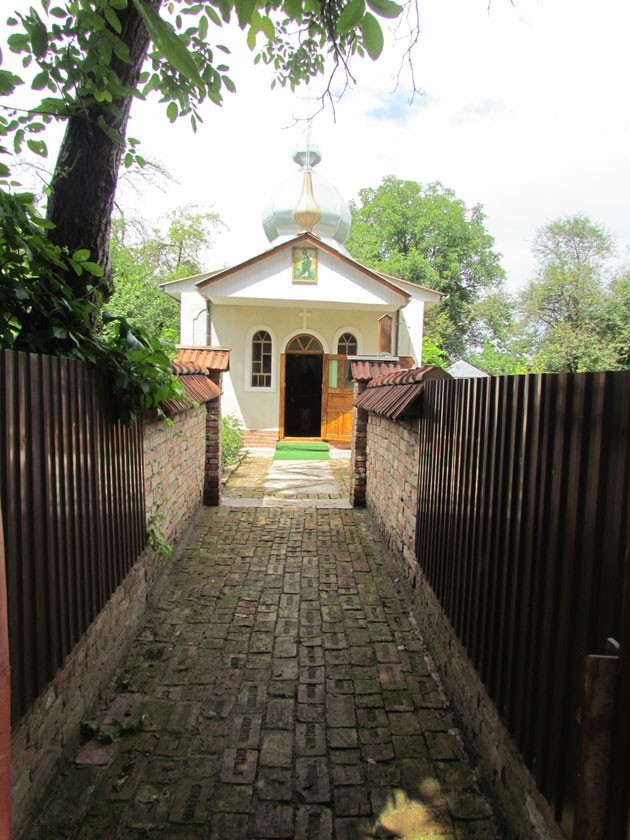
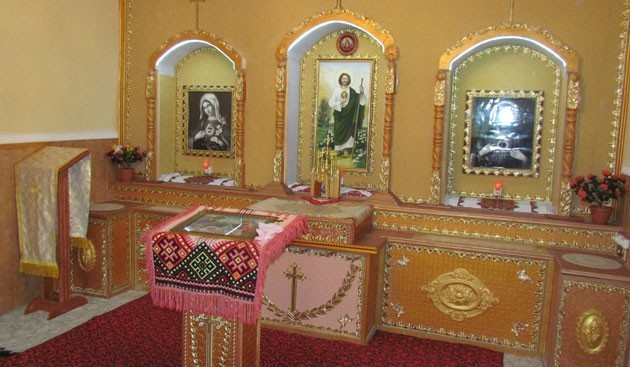
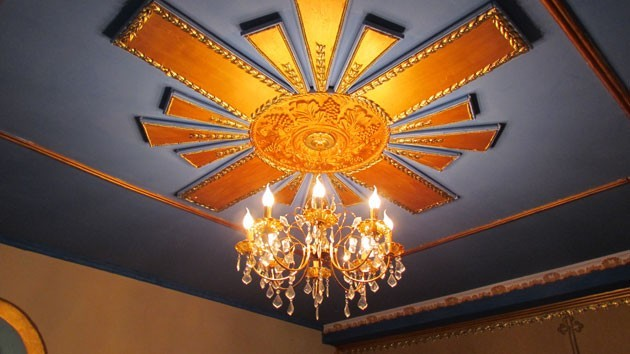